# Acacia tysonii
Acacia tysonii é uma espécie de leguminosa do gênero Acacia, pertencente à família Fabaceae.